# La Brouille des deux Ivan
La Brouille des deux Ivan (Повесть о том, как поссорился Иван Иванович с Иваном Никифоровичем) est une nouvelle de Nicolas Gogol publiée en 1832.

## Historique
La nouvelle, d'abord publiée, en 1832, dans un almanach édité par le libraire Smirdine, est ensuite reprise, en 1835, dans le deuxième volume de Mirgorod. 

## Résumé
Cette nouvelle évoque la divertissante dispute de deux paysans ukrainiens, Ivan Ivanovitch et Ivan Nikiforovitch. Tableau vivant de la vie d'une petite ville de province, La Brouille des deux Ivan annonce déjà les Âmes mortes, le chef-d'œuvre de Gogol.

## Édition française
- Viï suivi de La Brouille des deux Ivan (trad. Henri Mongault), Paris, Ginkgo éditeur, coll. « Petite Bibliothèque slave », 2024, 176 p. (ISBN 978-2-84679-574-6)